# Єдвабно (Куявсько-Поморське воєводство)
Єдвабно (пол. Jedwabno) — село в Польщі, у гміні Любич Торунського повіту Куявсько-Поморського воєводства.
Населення — 397 осіб (2011).
У 1975-1998 роках село належало до Торунського воєводства.

## Демографія
Демографічна структура станом на 31 березня 2011 року:
|          | Загалом | Допрацездатний вік | Працездатний вік | Постпрацездатний вік |
| -------- | ------- | ------------------ | ---------------- | -------------------- |
| Чоловіки | 207     | 47                 | 150              | 10                   |
| Жінки    | 190     | 32                 | 124              | 34                   |
| Разом    | 397     | 79                 | 274              | 44                   |